# 東洲一保
東洲 一保（生没年不詳）とは、江戸時代の浮世絵師。

## 来歴
師系・経歴は一切不明。『増訂浮世絵』によれば「東洲一保寫と署名し、東洲の白文の印を捺した一人立の遊女図」があり、また他に作として「湯浴みに行かんとする遊女の図」があったというが、これらいずれもその消息は現在不明である。この「東洲一保」という人物については『増訂浮世絵』に記されるほかは知られず、その名についてもどう読むべきかわからない。『増訂浮世絵』は画風について「顔面の描写に一種の特色がある」とし、「東洲斎写楽に似たところがある」と評している。